# Ахмат (футбольный клуб)
«Ахма́т» — российский футбольный клуб из города Грозный. Ведёт свою историю с 1946 года. Выступает в Российской премьер-лиге. Обладатель Кубка России 2003/04. Домашние матчи проводит на стадионе «Ахмат Арена», который рассчитан на 30 597 зрителей.

## Названия
- 1946—1948 — «Динамо»
- 1948—1958 — «Нефтяник»
- 1958—2017 — «Терек»
  - 1992—2005 — Республиканский футбольный клуб «Терек»[1]
  - 2005—2006 — Автономная некоммерческая организация «Футбольный клуб „Терек — Грозный“»[1]
  - 2006—2009 — Автономная некоммерческая организация «Республиканский футбольный клуб „Терек“ имени Ахмата Абдулхамидовича Кадырова»[1][2]
  - 2009—2017 — Автономная некоммерческая организация «Республиканский футбольный клуб „Терек“ (Грозный) имени Ахмата Абдулхамидовича Кадырова»[1]
- с 2017 — «Ахмат» (Автономная некоммерческая организация «Республиканский футбольный клуб „Ахмат“»)

## История

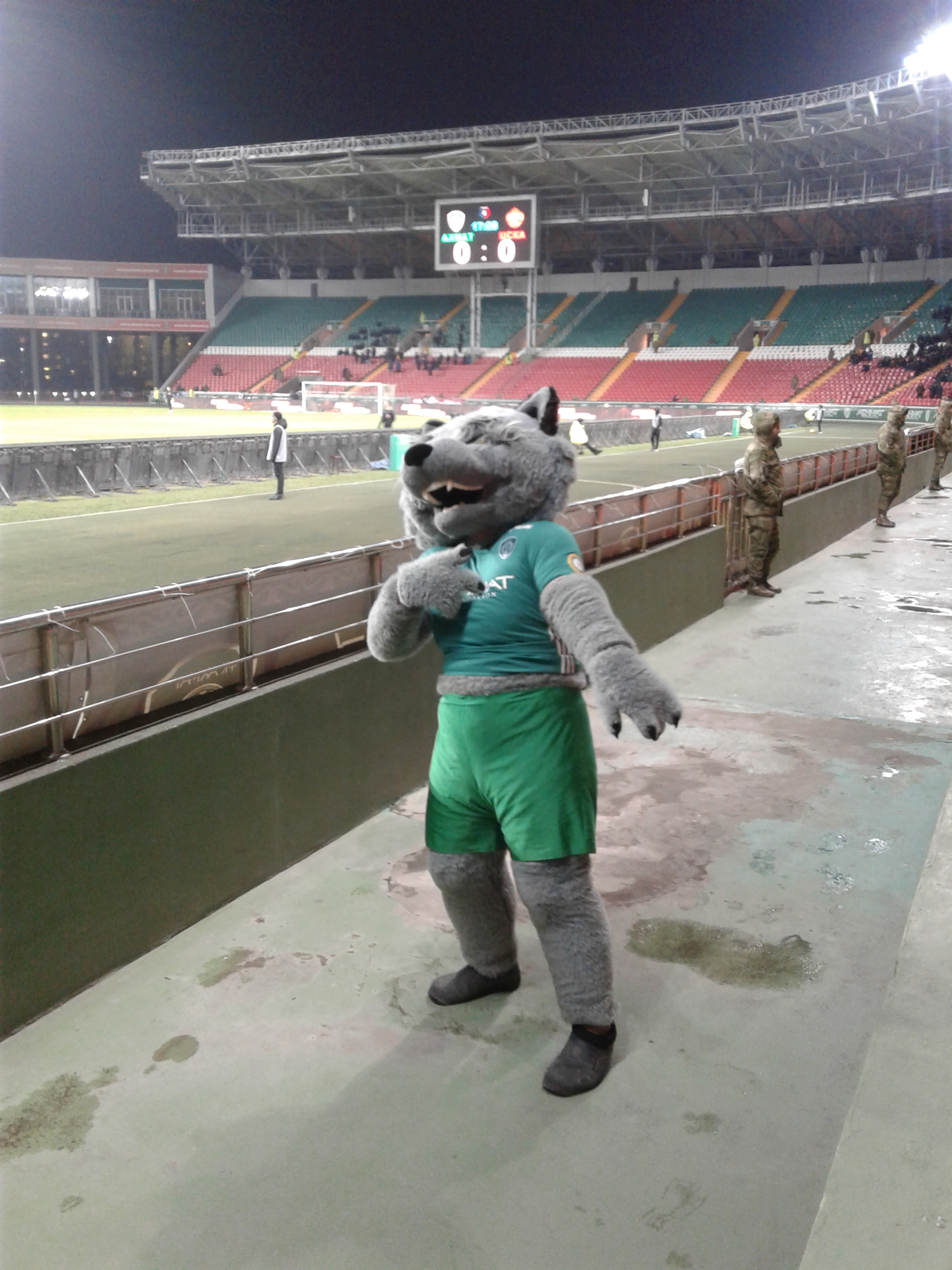
Талисман ФК «Ахмат»

История команды берёт начало в 1946 году, тогда она называлась «Динамо». С 1948 года команда носила имя «Нефтяник», а в 1958 году была переименована в «Терек». В 2006 году команде присвоено имя Ахмат-Хаджи Кадырова. В июне 2017 года клуб получил новое название — «Ахмат».
В течение 46 лет, с 1946 по 1991 год, команда участвовала в 36 сезонах (1946, 1957—1991) всесоюзных футбольных соревнований (первенств) команд мастеров различного уровня, за исключением турниров уровня Высшей лиги. Грозненцы приняли участие в 19 розыгрышах Кубка СССР. «Терек» был одним из лидеров Второй лиги союзного чемпионата. Грозненская команда успешно участвовала и в общероссийских соревнованиях — «Терек» является чемпионом РСФСР 1974 года.
В 1956 году команда под руководством тренера А. Абрамова заняла второе место в чемпионате РСФСР и вошла в число команд класса «Б». В чемпионате 1957 года «Нефтяник» занял четырнадцатое место. В сезонах с 1958 по 1960 годы «Терек» поднялся с 8-го на 1-е место в своей зоне и впервые вошёл в число финалистов турнира за право выступать в классе «А». В следующем сезоне «Терек» вновь повторил своей успех, войдя в финальную пульку, проходившую в Краснодаре. Грозненцы победили в двух первых матчах со счётом 2:1 футболистов Куйбышева и Калинина. Однако в следующем матче потерпели поражение от челябинского «Локомотива» (1:2) и, несмотря на ничью с динамовцами Кирова (1:1) и победу над СКА (Хабаровск) (2:0), заняли второе место. В сезоне 1964 «Терек» снова стал вице-чемпионом РСФСР и занял второе место в финальных играх. История повторилась в сезоне 1972 года, команда вновь стала вице-чемпионом РСФСР, но неудачно выступила в переходных состязаниях и не попала в первую лигу. В сезоне 1974 года «Терек» 35 туров подряд возглавлял турнирную таблицу в своей зоне, уверенно занял первое место и снова вышел в число претендентов на повышение в классе. Успешно преодолев полуфинал, грозненцы отправились в Сочи, где проводились соревнования за право перехода в первую лигу. В первом матче встречались единственные представители в финальном турнире из РСФСР грозненский «Терек» и казанский «Рубин», тем самым победитель получал и звание чемпиона РСФСР. «Терек» выиграл матч со счётом 3:1. Следующие матчи финального турнира оказались неудачными, поражение от фрунзенского «Алге» (0:1), ничья с узбекским «Янгиером» (2:2) и поражение от харьковского «Металлиста» (1:2) лишили команду шансов выходу в первую лигу.
В 1978 году команда заняла высокое 5-е место в Первой лиге союзного первенства. С 1980 по 1991 год «Терек» выступал во Второй лиге союзного первенства. В 1992 и 1993 годах грозненцы участвовали в соревнованиях Первой российской лиги (Запад), а в 1994 году — Второй лиги.
В середине 1994 года команды из Чечни, в их числе и «Терек», были отстранены от участия в российских футбольных соревнованиях — это было связано со сложной социально-политической обстановкой в республике. До 1999 года команда выступала в высшей лиге чемпионата Чеченской Республики Ичкерия. Так, в 1997 году «Терек» стал победителем в национальном чемпионате Чечни. 1999 год оказался для команды менее успешным: по итогам первого круга чемпионата республики, «Терек» занял пятое место из 14 команд-участников.
15 августа 2000 года футбольный клуб зарегистрирован на федеральном уровне. С этого времени начался процесс возрождения команды на всероссийском уровне. В 2001 году у футбольного клуба появилась собственная база в Кисловодске (Ставропольский край). В 2001 году «Терек» занял 5 место во второй лиге в зоне «Юг», а на следующий год выиграл зональный турнир. В 2003 году «Терек» в своём дебютном сезоне в первом дивизионе едва не вышел в Премьер-лигу. Ничья в последнем туре в Краснодаре против «Кубани» опустила «Терек» со второго на четвёртое место. Однако уже на следующий год грозненская команда досрочно за семь туров до окончания сезона заняла первое место и завоевала путёвку в Премьер-лигу. При этом «Терек» установил ряд рекордов в истории отечественного футбола. Беспроигрышная серия составила 21 игру. А нападающий «Терека» Андрей Федьков установил рекорд результативности в первом дивизионе, забив за сезон 38 голов.
Тогда же «Терек» выиграл Кубок России, победив в финале «Крылья Советов» со счётом 1:0. Единственный гол забил Федьков.
Через год «Терек» играл в Премьер-лиге, но по итогам сезона грозненцы покинули элиту российского футбола. Расставание оказалось недолгим, и 2007 год стал для «Терека» успешным. Заняв в первом дивизионе под руководством Талгаева второе место, грозненцы вернулись в Премьер-лигу.
C 2004 года по ноябрь 2011 года президентом «Терека» являлся руководитель Чечни Рамзан Кадыров, ныне почётный президент «Терека». С 28 ноября 2011 года президент «Терека» — Магомед Даудов.
По ходу сезона 2008 года в команде сменился главный тренер, им стал Вячеслав Грозный. «Терек» занял в том году самое высокое для себя место — 10-ю строку в турнирной таблице. Последующие сезоны команда заканчивала раз за разом на несколько ступеней ниже. «Терек» возглавляли разные тренеры — Анатолий Байдачный, Шахин Диниев, Иса Байтиев, Рууд Гуллит.
Осенью 2011 года главным тренером «Терека» стал известный специалист и бывший вратарь сборной России — Станислав Черчесов. До 2011 года грозненцы выступали на реконструированном стадионе «Динамо», названном в 2007 году именем Султана Билимханова. 11 мая 2011 года состоялось открытие стадиона «Ахмат Арена», вмещающего 30 тысяч зрителей и отвечающего стандартам УЕФА.
8 сентября 2012 года «Терек» стал победителем товарищеского Кубка Турецкой Республики, одолел «Сивасспор» (4:2). В 8-м туре чемпионата 2012/2013 «Терек» сенсационно возглавил турнирную таблицу, победив 14 сентября в гостях «Зенит» со счётом 2:0. Однако в 20-м туре «Терек» занимал 8-е место, обосновавшись в середине турнирной таблицы и закончив на этом месте чемпионат.
31 мая 2013 года был подписан контракт с тренером Юрием Красножаном. Он сменил на посту Станислава Черчесова.
После 14-го тура чемпионата 2013/2014 «Терек» занимал 14-е место, набрав только 9 очков. 28 октября 2013 года руководство клуба отправило Красножана в отставку. Новым главным тренером стал Рашид Рахимов. Чемпионат «Терек» закончил на 12-м месте, сохранив своё место в премьер-лиге.
Чемпионат России по футболу 2014/2015 команда начала очень удачно, занимая после первых шести туров 4-е место и отставая от лидера на 5 очков. Однако по итогам сезона команда заняла 9-е место, набрав 37 очков.
Чемпионат России по футболу 2015/2016 годов «Терек» также начал уверенно. По итогам сезона, команда под руководством Рашида Рахимова заняла 7-е место. Это наивысшее достижение ФК «Терек» в чемпионате России по футболу. В зимнее трансферное окно команду покинули два ключевых игрока: Жозе Маурисио, перешедший в питерский «Зенит» в качестве свободного агента, и Фёдор Кудряшов, которого приобрёл «Ростов». А по окончании сезона, с командой распрощались ряд игроков: лидеры и ключевые игроки команды Мацей Рыбус («Лион») и Исмаил Айссати («Аланьяспор»), защитники Юхани Ояла (СИК) и Марцин Коморовский (свободный агент), бразильский полузащитник Кану («Бурирам Юнайтед»).
Чемпионат России по футболу 2016/2017 годов «Терек» начал с заметно обновившимся составом. Команду пополнили албанский нападающий Беким Балай и полузащитник Одисе Роши, полузащитник сборной Румынии Габриэль Торже, венесуэльский защитник Вилькер Анхель. Перед началом сезона перед командой была поставлена задача попасть в еврокубки. Уже на стадии 1/8 финала «Терек» вылетел из Кубка России по футболу, проиграв «Уфе» (1:1; 3:5 по пенальти). По итогам первого круга команда занимает 4-е место. Во время зимнего перерыва грозненский клуб усилился полузащитником «Анжи» и сборной Косова Бернардом Беришей. Вторую часть чемпионата ФК «Терек» провёл относительно слабее нежели первую. После победы над «Зенитом», грозненцы «обеспечили» московскому «Спартаку» чемпионский титул, а сами грозненцы, за 3 тура до конца имели неплохие шансы, чтобы выйти в еврокубки, но после поражения от «Спартака» со счётом 0:3 команда потеряла шансы на выход в Лигу Европы. В последнем туре команда обыграла «Крылья Советов» и заняла по итогам сезона высшее в своей истории 5-е место. После этого матча ушёл в отставку главный тренер команды Рашид Рахимов, а на его место пришёл белорусский специалист Олег Кононов.
Перед началом сезона 2017/2018 клуб сменил своё название на «Ахмат».
10 декабря 2020 года клуб был включён в санкционный список США как связанный с Кадыровым и обеспечивающий ему выгоду и значительную прибыль
В сезоне 2022/23 грозненцы одержали 15 побед в чемпионате, в частности одну из них — над «Зенитом» (2:1) в Санкт-Петербурге, были одержаны три крупные победы — над «Торпедо» (5:1), «Динамо» (3:0) и «Химками» (3:0). В итоге клуб повторил рекорд сезона 2016/17 и финишировал на пятом месте.

## Домашний стадион
- 1948—2000 — Грозный, стадион имени Серго Орджоникидзе (с 1993 года — стадион имени Увайса Ахтаева)
- 2001—2002 — Черкесск, стадион «Нарт»
- 2002—2003 — Лермонтов, стадион «Бештау»
- 2004—2007 — Пятигорск, стадион «Центральный»
- 2007—2008 — Лермонтов, стадион «Бештау»
- 2008—2011 — Грозный, стадион имени Султана Билимханова
- с 2011 — Грозный, стадион «Ахмат Арена»

### Посещаемость
В прессе, по информации ряда изданий, таких как «Кавказский узел», «Юга.ру», «Кавказ. Реалии» (проект Радио «Свобода»), неоднократно освещались факты посещения матчей «Ахмата» работниками бюджетных организаций и студентов по разнарядке от руководства под угрозой увольнения (отчисления из вуза) или недопуска к зачётам и экзаменам.
В пресс-службе чеченской прокуратуры заявляли, что проводилась прокурорская проверка, не выявившая фактов принудительного посещения студентами матчей ФК «Ахмат».

## Результаты выступлений с 1992 года
| Сезон   | Дивизион              | Место | И  | В  | Н  | П  | М     | О      | Примечания                                 |
| ------- | --------------------- | ----- | -- | -- | -- | -- | ----- | ------ | ------------------------------------------ |
| 1992    | Первая лига, «Запад»  | 5     | 34 | 18 | 5  | 11 | 63-43 | 41     |                                            |
| 1993    | Первая лига, «Запад»  | 11 ▼  | 42 | 20 | 4  | 18 | 76-63 | 58     | Вылетел во Вторую лигу                     |
| 1994    | Вторая лига, «Запад»  | 21    | 40 | 7  | 5  | 28 | 22-86 | 19     | Снят с соревнований                        |
|         |                       |       |    |    |    |    |       |        |                                            |
| 2001    | Второй дивизион, «Юг» | 5     | 38 | 22 | 7  | 9  | 57-29 | 73     |                                            |
| 2002    | Второй дивизион, «Юг» | 1 ▲   | 40 | 36 | 1  | 3  | 98-20 | 109    | Вышел в Первый дивизион                    |
| 2003    | Первый дивизион       | 4     | 42 | 25 | 10 | 7  | 56-21 | 85     |                                            |
| 2004    | Первый дивизион       | 1 ▲   | 42 | 32 | 4  | 6  | 70-22 | 100    | Вышел в Премьер-лигу; выиграл Кубок России |
| 2005    | Премьер-лига          | 16 ▼  | 30 | 5  | 5  | 20 | 20-50 | 14(−6) | Вылетел в Первый дивизион                  |
| 2006    | Первый дивизион       | 8     | 42 | 18 | 8  | 16 | 48-47 | 62     |                                            |
| 2007    | Первый дивизион       | 2 ▲   | 42 | 28 | 6  | 8  | 69-27 | 90     | Вышел в Премьер-лигу                       |
| 2008    | Премьер-лига          | 10    | 30 | 9  | 8  | 13 | 28-42 | 35     |                                            |
| 2009    | Премьер-лига          | 12 ▼  | 30 | 9  | 6  | 15 | 33-48 | 33     |                                            |
| 2010    | Премьер-лига          | 12    | 30 | 8  | 9  | 13 | 28-34 | 33     |                                            |
| 2011/12 | Премьер-лига          | 11 ▲  | 44 | 14 | 10 | 20 | 45-62 | 52     |                                            |
| 2012/13 | Премьер-лига          | 8 ▲   | 30 | 14 | 6  | 10 | 38-40 | 48     |                                            |
| 2013/14 | Премьер-лига          | 12 ▼  | 30 | 8  | 9  | 13 | 27-33 | 33     |                                            |
| 2014/15 | Премьер-лига          | 9 ▲   | 30 | 10 | 7  | 13 | 30-30 | 37     |                                            |
| 2015/16 | Премьер-лига          | 7 ▲   | 30 | 11 | 11 | 8  | 35-30 | 44     |                                            |
| 2016/17 | Премьер-лига          | 5 ▲   | 30 | 14 | 6  | 10 | 38-35 | 48     |                                            |
| 2017/18 | Премьер-лига          | 9 ▼   | 30 | 10 | 9  | 11 | 30-34 | 39     |                                            |
| 2018/19 | Премьер-лига          | 8 ▲   | 30 | 11 | 9  | 10 | 28-30 | 42     |                                            |
| 2019/20 | Премьер-лига          | 13 ▼  | 30 | 7  | 10 | 13 | 27-46 | 31     |                                            |
| 2020/21 | Премьер-лига          | 11 ▲  | 30 | 11 | 7  | 12 | 36-38 | 40     |                                            |
| 2021/22 | Премьер-лига          | 7 ▲   | 30 | 13 | 3  | 14 | 36-38 | 42     |                                            |
| 2022/23 | Премьер-лига          | 5 ▲   | 30 | 15 | 5  | 10 | 51-39 | 50     |                                            |
| 2023/24 | Премьер-лига          | 10 ▼  | 30 | 10 | 5  | 15 | 33-45 | 35     |                                            |
| 2024/25 | Премьер-лига          | 14 ▼  | 30 | 4  | 13 | 13 | 27-48 | 25     | Победа в стыковых матчах                   |

В 2013—2016 годах в Первенстве ПФЛ выступала вторая команда клуба — «Терек-2».

## Достижения
Первый дивизион
- Победитель: 2004
- Серебряный призёр: 2007

Второй дивизион (Зона Юг)
- Победитель: 2002

Кубок России
- Обладатель: 2003/04

## Текущий состав
| 1  | Флаг России               | Вр  | Вадим Ульянов      | 2001 |  |  |  |  |  |
| 72 | Флаг России               | Вр  | Яхья Магомедов     | 2007 |  |  |  |  |  |
| 88 | Флаг России               | Вр  | Гиорги Шелия       | 1988 |  |  |  |  |  |
|    |                           |     |                    |      |  |  |  |  |  |
| 4  | Флаг России               | Защ | Турпал-Али Ибишев  | 2002 |  |  |  |  |  |
| 5  | Флаг Боснии и Герцеговины | Защ | Милош Шатара       | 1995 |  |  |  |  |  |
| 8  | Флаг Сербии               | Защ | Мирослав Богосавац | 1996 |  |  |  |  |  |
| 32 | Флаг России               | Защ | Ильяс Гаибов       | 2005 |  |  |  |  |  |
| 40 | Флаг России               | Защ | Ризван Уциев       | 1988 |  |  |  |  |  |
| 55 | Флаг Боснии и Герцеговины | Защ | Дарко Тодорович    | 1997 |  |  |  |  |  |
| 75 | Флаг Туниса               | Защ | Надер Гандри       | 1995 |  |  |  |  |  |
| 81 | Флаг России               | Защ | Максим Сидоров     | 1998 |  |  |  |  |  |
| 90 | Флаг Сенегала             | Защ | Усман Ндонг        | 1999 |  |  |  |  |  |
|    |                           |     |                    |      |  |  |  |  |  |

| 7  | Флаг России       | ПЗ  | Лечи Садулаев (капитан) | 2000 |  |  |  |  |  |
| 11 | Флаг Бразилии     | ПЗ  | Исмаэл Силва            | 1994 |  |  |  |  |  |
| 14 | Флаг Марокко      | ПЗ  | Амин Талал              | 1996 |  |  |  |  |  |
| 17 | Флаг Анголы       | ПЗ  | Эгаш Касинтура          | 1997 |  |  |  |  |  |
| 19 | Флаг Аргентины    | ПЗ  | Мауро Луна Диале        | 1999 |  |  |  |  |  |
| 42 | Флаг Анголы       | ПЗ  | Мануэл Келиану          | 2003 |  |  |  |  |  |
| 70 | Флаг России       | ПЗ  | Абакар Гаджиев          | 2003 |  |  |  |  |  |
| 71 | Флаг России       | ПЗ  | Магомед Якуев           | 2004 |  |  |  |  |  |
|    |                   |     |                         |      |  |  |  |  |  |
| 9  | Флаг Аргентины    | Нап | Брайан Мансилья         | 1997 |  |  |  |  |  |
| 13 | Флаг Буркина-Фасо | Нап | Мохамед Конате          | 1997 |  |  |  |  |  |
| 20 | Флаг Казахстана   | Нап | Максим Самородов        | 2002 |  |  |  |  |  |
| 77 | Флаг России       | Нап | Георгий Мелкадзе        | 1997 |  |  |  |  |  |

## Тренерский штаб

### Основной состав
- Станислав Черчесов — главный тренер
- Чаба Мате — ассистент главного тренера
- Владимир Паников — тренер по физической подготовке
- Адель Сасси — ведущий тренер-селекционер
- Рамзан Цуцулаев — тренер вратарей

### Молодёжный состав
- Иса Байтиев — главный тренер
- Тамерлан Дачаев — тренер
- Магомед Умаров — тренер вратарей

## Главные тренеры
- Хайдар Алханов (1992—1994)
- Шахин Диниев (2001)
- Рамзан Дзайтиев (2001, и. о.)
- Тимур Куриев (2002, январь—февраль)
- Лев Платонов (2002, май)
- Александр Корешков (2002)
- Ваит Талгаев (2003—2005, 2006—2007)
- Александр Тарханов (2005—2006, май)
- Виталий Шевченко (2006)
- Леонид Назаренко (2008, май)
- Вячеслав Грозный (2008—2009)
- Шахин Диниев (2009, и. о.)
- Анатолий Байдачный (2010)
- Рууд Гуллит (2011, июнь)
- Иса Байтиев (2011, июнь, и. о.)
- Станислав Черчесов (27 сентября 2011 — 26 мая 2013)
- Юрий Красножан (27 мая 2013 — 27 октября 2013)
- / Рашид Рахимов (7 ноября 2013 — 31 мая 2017)
- / Олег Кононов (1 июня — 30 октября 2017)
- Михаил Галактионов (31 октября 2017 — 7 апреля 2018, и. о.)
- Игорь Ледяхов (7 апреля 2018 — 2 сентября 2018)
- Руслан Идигов (2 сентября — 5 сентября 2018, и. о.)
- / Рашид Рахимов (5 сентября 2018 — 30 сентября 2019)
- Игорь Шалимов (1 октября 2019 — 26 июля 2020)
- Андрей Талалаев (26 июля 2020 — 11 сентября 2022)
- / Юрий Нагайцев (11 сентября 2022 — 22 сентября 2022, и. о.)
- Сергей Ташуев (22 сентября 2022 — 15 августа 2023)
- Мирослав Ромащенко (18 августа 2023 — 4 апреля 2024)
- Магомед Адиев (5 апреля 2024 — 1 сентября 2024)
- Сергей Ташуев (3 сентября 2024 — 28 мая 2025)
- Фёдор Щербаченко (28 мая 2025 — 31 мая 2025, и. о.)
- Александр Сторожук (16 июня 2025 — 5 августа 2025)
- Станислав Черчесов (6 августа 2025 — н. в.)

## Президенты
- Ахмат Абдулхамидович Кадыров (2001—2004)
- Рамзан Кадыров (2004—2011)
- Магомед Даудов (2011—2024)[33]
- Ахмат Рамзанович Кадыров (2024—н. в.)[34]

## Рекордсмены клуба

### Наибольшее количество матчей
1. Анатолий Синько — 559
2. Виталий Якушкин — 491

### Наибольшее количество голов
1. Виталий Якушкин — 181
2. Умар Садаев — 122[35]

## Известные болельщики
- Рамзан Кадыров[36]

## Визитная карточка

### Клубные цвета
| Зелёный | Белый |

### Форма

#### Домашняя
| 2011/12 | 2017/18 | 2018/19 | 2020/21 | 2022/23 | 2024/25 |

#### Гостевая
| 2011/12 | 2017/18 | 2018/19 | 2020/21 | 2022/23 | 2024/25 |

Источники:,

### Спонсоры и экипировка
- — Akhmat Foundation — генеральный спонсор
- — Росгосстрах
- — Joma — технический спонсор
- — ЧГТРК «Грозный»

## Еврокубки
| Сезон   | Соревнование | Раунд                   | Страна         | Клуб   | Домашний матч | Матч в гостях | Общий счёт |
| ------- | ------------ | ----------------------- | -------------- | ------ | ------------- | ------------- | ---------- |
| 2004/05 | Кубок УЕФА   | Второй отборочный раунд | Польша         | Лех    | 1:0           | 1:0           | 2:0        |
| 2004/05 | Кубок УЕФА   | Первый круг             | Флаг Швейцарии | Базель | 1:1           | 0:2           | 1:3        |

### Результаты против клубов разных стран
| Страна    | М | В | Н | П | % побед | МЗ | МП | РМ |
| --------- | - | - | - | - | ------- | -- | -- | -- |
| Польша    | 2 | 2 | 0 | 0 | 100     | 2  | 0  | 2  |
| Швейцария | 2 | 0 | 1 | 1 | 0       | 1  | 3  | -2 |

### Итоговая статистика
| Турнир     | Матчи | Победы | Ничьи | Поражения | Забито | Пропущено | Разница мячей |
| ---------- | ----- | ------ | ----- | --------- | ------ | --------- | ------------- |
| Кубок УЕФА | 4     | 2      | 1     | 1         | 3      | 3         | 0             |
| Итого      | 4     | 2      | 1     | 1         | 3      | 3         | 0             |